# Subprefectura de Hiyama

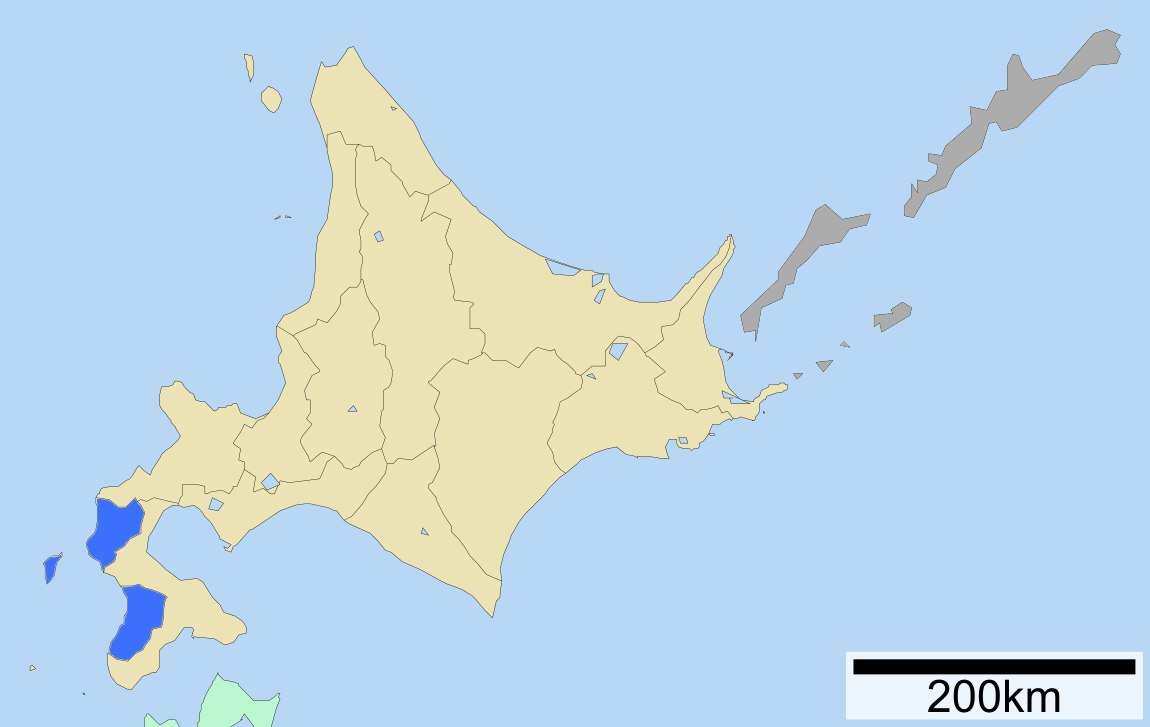
Subprefectura de Hiyama en Hokkaidō.

Hiyama (檜山振興局 Hiyama-shinkō-kyoku?) es una subprefectura de Hokkaidō, Japón.  En 2004 tenía una población estimada de 46 999 y una área de 2629.88  km².

## Geografía
La subjefatura se encuentra en el sur de la isla de Hokkaido y limita al este con la subjefatura de Oshima y al norte con la subjefatura de Shiribeshi . Al oeste limita con el mar de Japón , donde también se encuentra el único municipio insular de la subprefectura, Okushiri . Desde el año 2005 , cuando unos municipios fueron transferidos a Oshima, Hiyama perdió territorio y, además, quedó dividida en dos partes de territorio sin conexión terrestre. Hiyama es la subjefatura menos poblada y más pequeña de Hokkaido.

## Ciudades
- No tiene .